# カストロ (ベルガモ県)
カストロ（伊: Castro ( 音声ファイル)）は、イタリア共和国ロンバルディア州ベルガモ県にある、人口約1,300人の基礎自治体（コムーネ）。

## 地理

### 位置・広がり
ベルガモ県東部、イゼーオ湖畔のコムーネ。ブレシアから北北西へ31km、県都ベルガモから東北東へ32km、州都ミラノから東北東へ78kmの距離にある。

#### 隣接コムーネ
隣接するコムーネは以下の通り。括弧内のBSはブレシア県所属を示す。
- ローヴェレ
- ピアーニコ
- ピゾーニェ (BS)
- ソルト・コッリーナ

## 行政

### 山岳部共同体
広域行政組織である山岳部共同体「ラーギ・ベルガマスキ山岳部共同体」  (it:Comunità montana dei Laghi Bergamaschi)  （事務所所在地：ローヴェレ）を構成するコムーネである。